# Cristian Nazarit
Cristian Nazarit Truque (ur. 13 sierpnia 1990 w Villarrica, Tolima) – kolumbijski piłkarz występujący na pozycji napastnika.

## Kariera piłkarska
Od 2007 roku występował w América Cali, Independiente Santa Fe, Chicago Fire, Deportivo Cali, Itagüí, Deportes Concepción, FC Gifu, Consadole Sapporo, Deportivo Pasto, Independiente Medellín i Al Ahli.